# 鎌掛谷ホンシャクナゲ群落
- 鎌掛谷のホンシャクナゲ群落
- 鎌掛谷のほんしゃくなげ群落
- 鎌掛谷ほんしゃくなげ群落

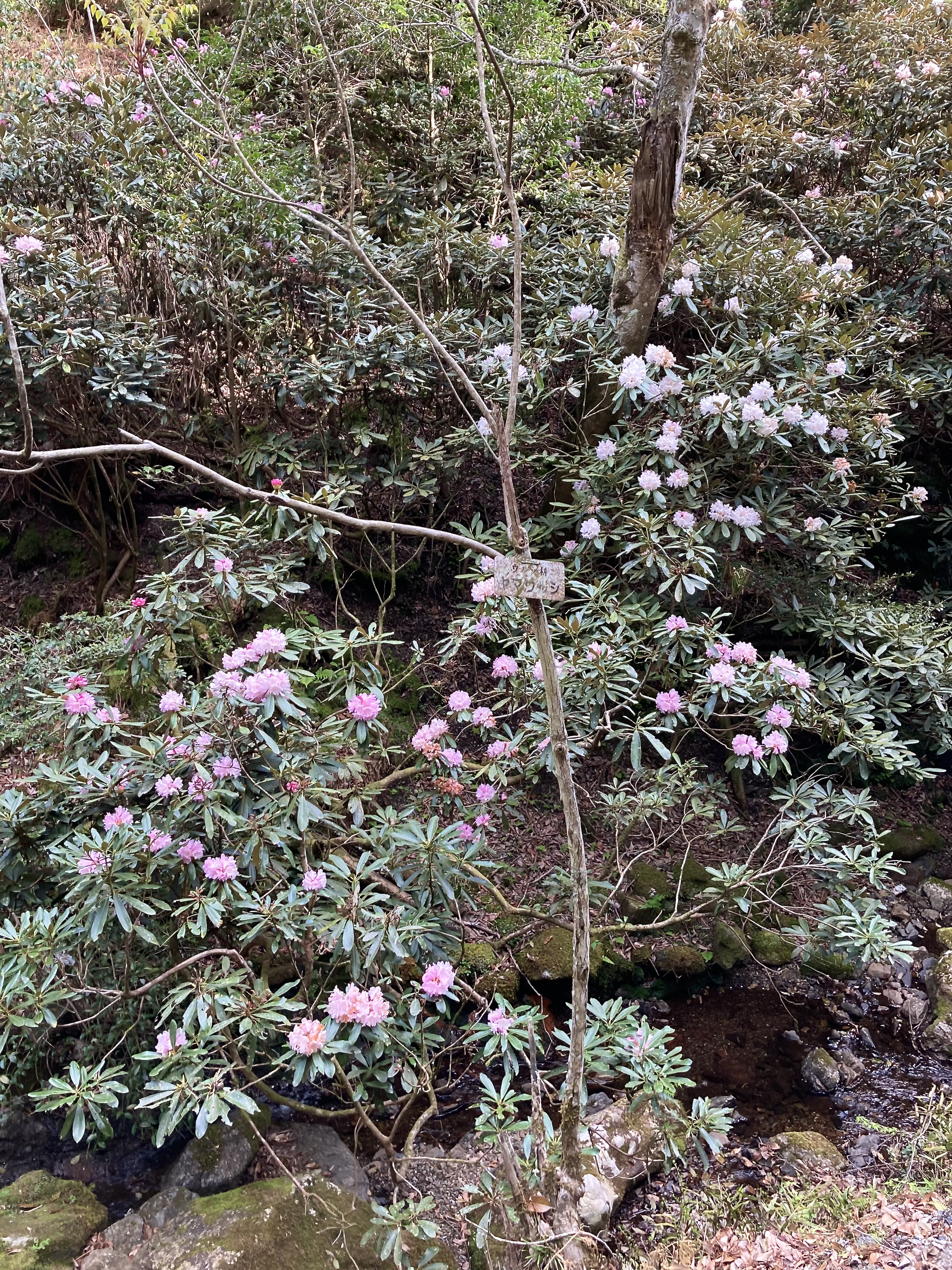
鎌掛谷ホンシャクナゲ

鎌掛谷ホンシャクナゲ群落（かいがけだにほんしゃくなげぐんらく）は、滋賀県蒲生郡日野町鎌掛にあるホンシャクナゲの群落。国の天然記念物に指定されている。
ホンシャクナゲは常緑の低木で、高さ4メートルほどで4月下旬から5月中旬にかけて開花する。本州の愛知県、長野県、富山県以西と四国に分布する種であり、比較的標高が高く、土壌が適度に湿った状態の場所で生育する。

## 解説

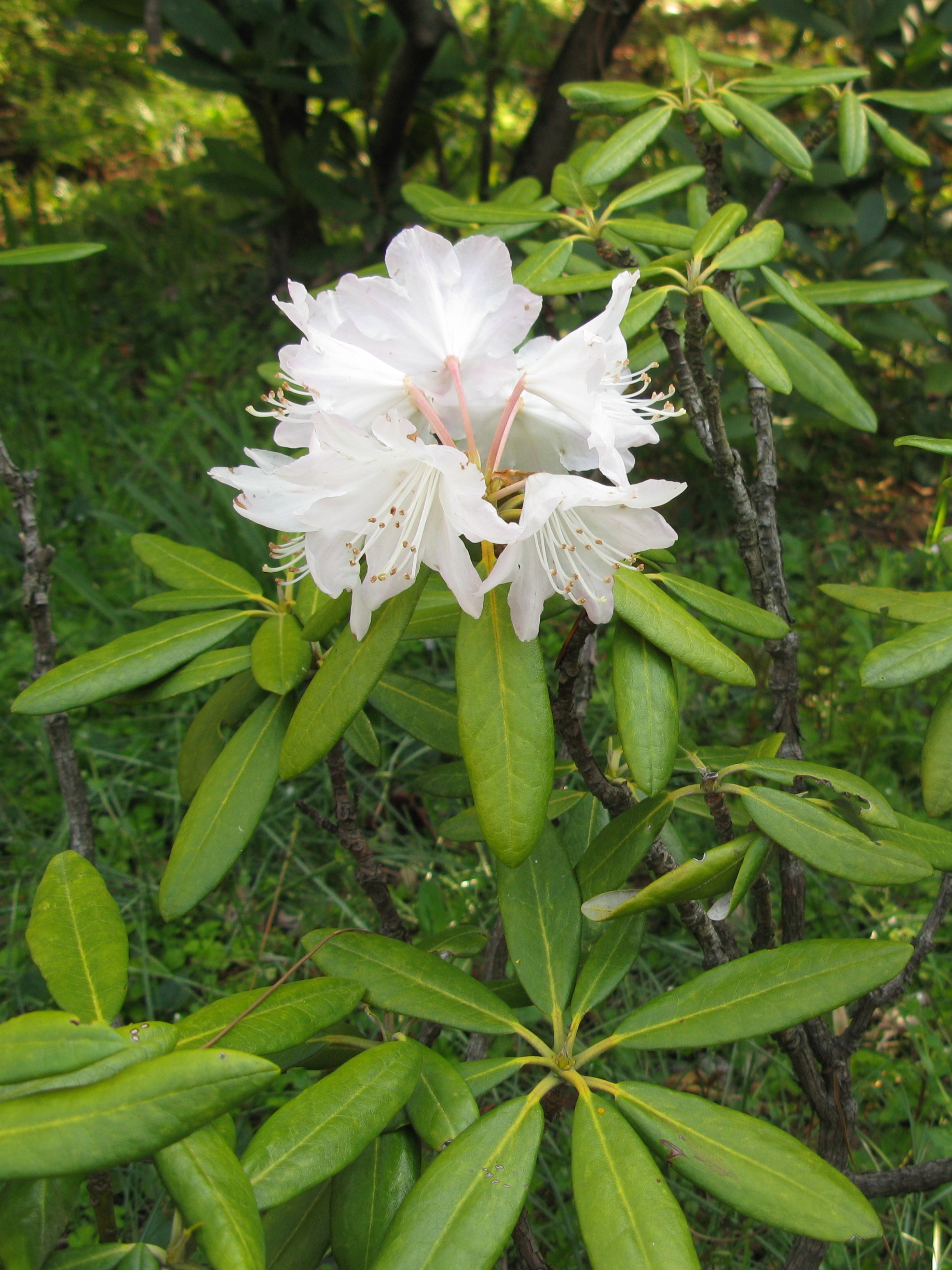
ホンシャクナゲ（小石川植物園）

### 国の天然記念物の指定
鎌掛谷ホンシャクナゲ群落は日野町の東南部にある鎌掛地区集落から東約2キロメートルに位置する字小柴山鎌掛谷にあり、爺斧岨川（やぶそがわ）の渓流に沿った割谷から奥割庵立、鷲が巣、女木谷の間の左岸の中腹部から山麓にかけて、標高300～400メートルの斜面一帯に群生している。
シャクナゲ類は高地から高山にかけて生育するもので、鈴鹿山脈などの尾根でも群生が見られるが、いずれも標高1000メートル前後にある。そのため、鎌掛谷のような標高の低い場所にホンシャクナゲが広い面積にわたって群生しているのは珍しく、このことから1931年（昭和6年）3月30日に国の天然記念物に指定された。指定にあたり、植物学者の三好学が鎌掛谷ホンシャクナゲ群落を調査している。1954年（昭和29年）2月にはシャクナゲが滋賀県の「郷土の花」に選定された。

### 歴史と環境保全
鎌掛地区は東、南、北を山で囲まれており、そのうち東南部は特に高く険しい地形となっている。そのため、深い山に生育する珍しい草木が多く、中でもシャクナゲは各地の渓谷に繁茂していた。鎌掛の追留と言われる場所から南の奥にある滝より奥は古くから「石楠花ぞわ」として名を知られていたが、険峻な道で行くことが難しく、広く知られることはなかった。追留から東に入った谷は地獄谷と呼ばれており、1907年（明治40年）頃から地獄谷の立ち木を売却するため現地に行ったところホンシャクナゲの群生を見つけ、険しい地形を平らにし、道を作って「石楠花渓」と名付けて宣伝した。
国の天然記念物に指定されるまでには、ホンシャクナゲを見やすくするため人為的に管理されていたと思われるが、指定されてからは管理の手が入らなくなった。その結果、ホンシャクナゲは競合する樹木を避けるため、斜面の下に向けて枝を伸ばすことになり、自重や積雪により倒伏した。これがさらに進行し、根返りや大規模な滑落など甚大な被害に発展した。このような事態を受け、日野町では1991年（平成3年）に鎌掛谷ホンシャクナゲ群落の復旧と保全対策を検討する委員会が結成され、現地調査の実施、調査結果を踏まえた検討が行われ、1992年（平成4年）に緊急保全事業、1993年（平成5年）に環境整備事業を実施した。また検討委員会の最終年となる1994年（平成6年）に出された保全方針をもとに、群落内の環境整備、被害株の復旧と防止、群落の回復と育成を目的とした「淡海の自然環境を蘇らせる事業」が実施された。

### 文化財としての位置付け
日野町文化財保存活用地域計画（令和6年12月策定）では、めぐみの歴史文化として位置付けられている。。

## 交通アクセス

### 所在地
- 滋賀県蒲生郡日野町大字鎌掛

### 交通
- 近江鉄道本線 日野駅下車。町営バス鎌掛行終点鎌掛バス停下車、徒歩約40分